# Cyphostemma pannosum
Cyphostemma pannosum là một loài thực vật hai lá mầm trong họ Nho. Loài này được Vollesen miêu tả khoa học đầu tiên năm 1984.